# Uher Ödön (filmrendező)
Ifjabb Uher Ödön (Nagykanizsa, 1892. augusztus 30. – Cap d'Antibes, 1989. március 17.) magyar filmrendező, operatőr, feltaláló, vállalkozó. Németországban Edmund Uher néven ismert. Id. Uher Ödön fényképész, filmgyáros fia.

## Élete

### Tanulóévei
Édesapja idősebb Uher Ödön fényképész, filmgyáros. Budapesten járt gimnáziumba, Déván érettségizett. Élénken érdeklődött a technika és a tudomány iránt, tizennyolc éves korára befejezte egy kettős üzemanyagú robbanómotor tervét.
1916-ban, filmgyári igazgató korában megnősült, felesége az akkor már néhai Mátray Betegh Béla Ida nevű leánya volt.

### Filmes pályafutása
Apja műtermében elsajátította a fényképészeti és filmszakmai alapismereteket. Később ugyanitt művészeti vezetőként, operatőrként, főrendezőként dolgozott, majd – egészen kivándorlásáig – saját vállalkozását működtette. Kidolgozott egy eljárást a filmszalag előhívási folyamatának egyszerűsítésére. 1915-től haditudósító volt a világháborúban. Szorgalmazta az Uher és a Kino-Riport összefogását, hogy együtt készítsenek filmet IV. Károly és Zita királyné koronázásáról. Az eseményt filmező hét operatőr egyike volt.
Célja volt, hogy a „cirkuszi bohóságoktól megcsömörlött” közönség számára a „szellemi igényeket kielégítőbb” alkotásokat hozzon létre. Mint az Gellért Lajos színész, rendező, forgatókönyvíró Nyitott szemmel című visszaemlékezésében olvasható, Uher mindig törekedett a tökéletességre, a lehető legjobb beállítások megtalálására, és naponta legfeljebb három-négy jelenetet forgatott le. A hazugság díszleteit műterem helyett a Ráday utca kedvezőbb megvilágítású üres üzlethelyiségeiben állíttatta fel. Igényessége és az általa készített filmek művészi hatása miatt a pesti közönség a „magyar Abel Gance”-nak nevezte.
Az ő rendezésében, Hevesi Sándor forgatókönyvéből, a sztárszínész Beregi Oszkár és a pályakezdő Megyery Sári közreműködésével készült el az első magyar Jókai-megfilmesítés, az 1916-os Mire megvénülünk. (Németországban már korábban feldolgozták A szegény gazdagokat.) A film mind a közönség, mind a kritikusok körében nagy sikert aratott. Eredetileg 3000 méteres kópiájának nagyjából felét őrzi ma a Filmarchívum.
Filmakadémiát alapított, amelynek tantervét Gellért Lajos állította össze. Uher géptechikát, Márkus László dramaturgiát és jelmeztant, Fenyő Emil színészmesterséget, Gellért mozgáskultúrát, Imre öccse, a stockholmi olimpia ezüstérmese szertornát oktatott.
Utolsó rendezése a Gellért Lajos főszereplésével készült O'Hara volt. Ennek elkészülte után az Uher Filmgyár felhagyott a filmkészítéssel.

### Külföldi karrierje
Az 1920-as évek elején Svájcba, majd Németországba emigrált, ahol a nyomdaipar számára végzett fejlesztéseket. 1930-ban szabadalmaztatta a világhírűvé vált Uhertype fényszedő gépet. Egy 1956-os értékelés szerint „a mai feltalálók sikerét megelőző ötven év munkájából ő járult hozzá legtöbbel a fényszedés megvalósításához.” A gép gyártását saját müncheni cége végezte a MAN, valamint – később – a Messerschmitt és a BMW anyagi támogatásával. A neves tipográfus, Jan Tschichold tizenkét betűtípust tervezett a géphez.
A világháború éveiben Uher repülési vállalkozást indított. 1944-ben hatezer alkalmazottat foglalkoztatott. Később Uher Werke néven új céget alapított, amely már nem szedőgépeket, hanem elsősorban magnetofonokat gyártott. 1970-ben fia, Alfons Uher javára lemondott a cégvezetésről. Számos találmányának leírása megtalálható a PIPACS adatbázisban.

## Filmjei
1. O’Hara (téves címváltozatok: Óhaza, Az óhaza[11]) (1920)
2. Egy kalandor naplója (1920)
3. Júdás fiai (1920)
4. Éj és virradat (1919)
5. A bánya titka (1918)
6. A hazugság (1918)
7. Az ingovány (1918)
8. Szamárbőr (1918)
9. Mire megvénülünk (1916)
10. A végzetes nyakék (1913)
11. Márta (1913)
12. Nővérek (1912)